# Peruanska inbördeskriget 1835–1836
Peruanska inbördeskriget 1835–1836, även kallat Salaverry-Santa Cruz kriget, var en intern konflikt i Peru med inblandning av den bolivianska armén ledd av Andrés de Santa Cruz. Det slutade med nederlag och avrättning av Felipe Santiago Salaverry samt bildandet av Peru-bolivianska konfederationen.
Peruanska inbördeskriget 1834 hade varit en kamp mellan å ena sidan Pedro Pablo Bermúdez och Agustín Gamarra och å andra sidan Luis José de Orbegoso och Felipe Salaverry. Inbördeskriget slutade med en seger för den valde presidenten Luis José de Orbegoso.
Medan president Luis Orbegoso 1835 reste söderut, utropade hans tidigare allierade general Felipe Salaverry sig själv till republikens högste chef den 23 februari 1835 och avsatte Orbegoso. Orbegoso flydde till Bolivia och bad Bolivias president Andrés de Santa Cruz om stöd för att störta Salaverry-regeringen. Santa Cruz skrämdes av Salaverrys kupp, som också fått stöd av Santa Cruz´ tidigare fiende general Agustín Gamarra. Santa Cruz gick med på att invadera Peru för att störta dem, eftersom Orbegoso inte skulle kunna konfrontera Salaverry och Gamarra ensam.

## Konsekvenser
Efter att inbördeskriget hade vunnits slog Santa Cruz och Orbegoso samman sina två länder till Peru-bolivianska konfederationen. Detta oroade grannländerna Chile och Argentina och ledde till konfederationskriget och Tarijakriget. Efter nederlag i federationskriget och ett växande internt motstånd från konservativa krafter i Peru, upplöstes Peru-bolivianska federationen 1839.